# Marko Rehmer
Marko Rehmer (Berlin, 1972. április 29. –) német válogatott labdarúgó. Posztját tekintve belsővédő.

## Klubcsapatokban
Profi pályafutását az Union Berlin együttesénél kezdte, ahol összesen hét szezont töltött. 1997-ben a téli átigazolási időszakban leigazolta a Hansa Rostock. 1999-ben a Hertha BSC-hez került. A Herthaban eltöltött évek voltak pályafutásának legsikeresebb időszakai. Első négy szezonjában folyamatosan részt vett csapatával az UEFA-kupában és két ligakupát is nyert, pályafutását azonban sokszor hátráltatták sérülések.
2005-ben az Eintracht Frankfurt csapatához igazolt, de itt további sérüléseket szenvedett. A 2006–07-es bajnoki idény végén visszavonult. A szezonban 12 mérkőzésen lépett pályára, a Frankfurt pedig kiesett az élvonalból.

## Válogatottban
A német válogatottban 1998. szeptember 2-án mutatkozhatott be egy Málta elleni barátságos találkozón, amit 2–1 arányban megnyertek a németek.
A 2000–2001-es idényben 20 alkalommal lépett pályára a nemzeti csapatban. Tagja volt a 2000-es Európa-bajnokságon részvevő válogatott keretének. A 2002-es világbajnokságon szintén részt vett, ahol a döntőt elveszítve a második helyen végzett a német válogatott.

## Sikerei, díjai
Németország
- Világbajnokság:
  - 2. hely (1): 2002

Hertha BSC
- Német ligakupa:
  - 1. hely (2): 2001, 2002
  - 2. hely (1): 2000

Eintracht Frankfurt
- DFB-Pokal: 
  - 2. hely (1): 2005–06

## Külső hivatkozások
- Statisztika a fussballdaten.de honlapján (németül)
- Statisztika a national-football-teams.com honlapján (angolul)